# Localizare GPS

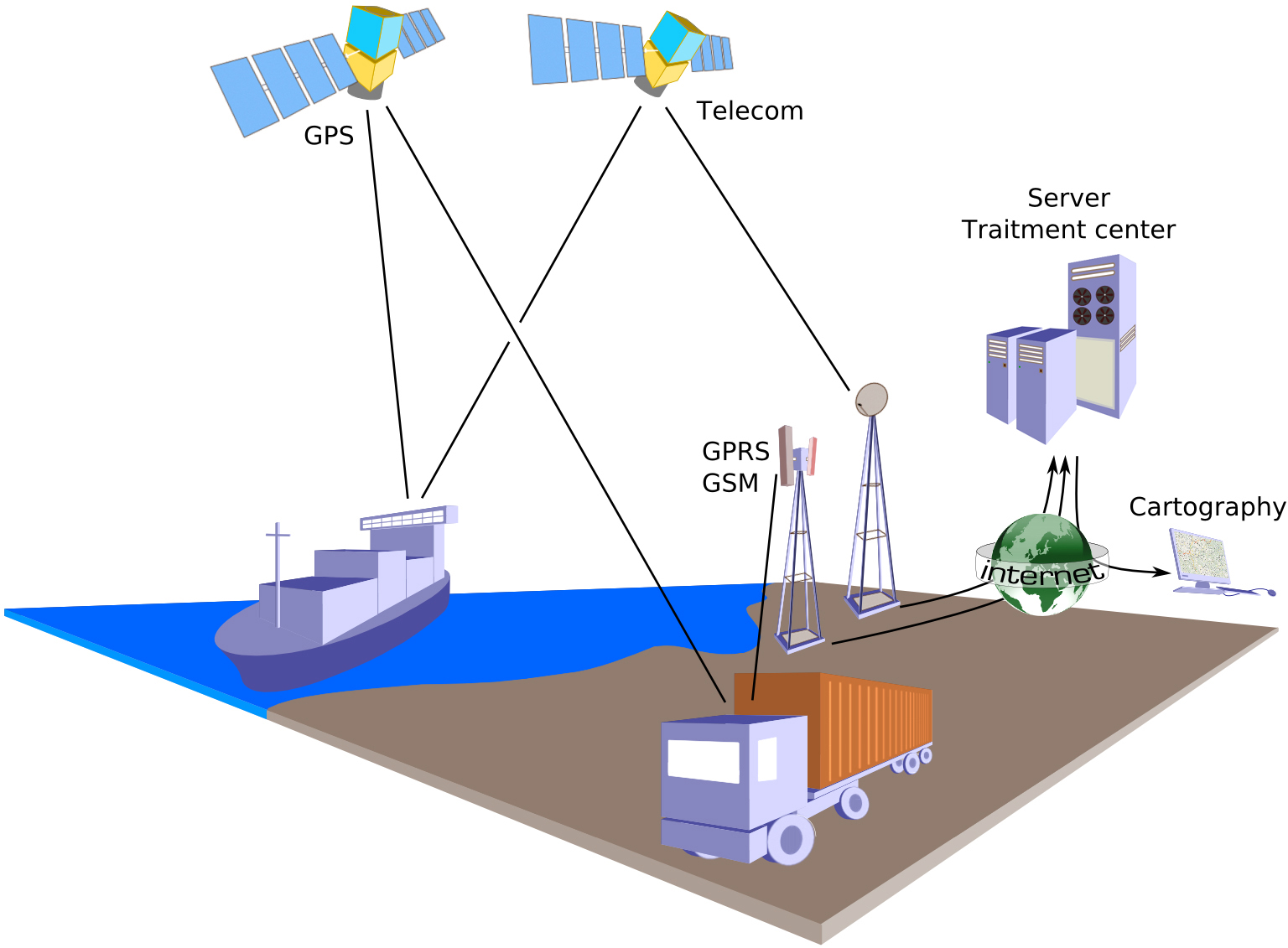
Schema a geolocalizării GPS

Localizatorul GPS este un dispozitiv care receptionează semnale de la sateliții GPS pentru a obține poziția exactă (latitudine și longitudine), iar în unele cazuri și viteza de deplasare sau altitudinea unui obiect.

## Dispozitiv
GPS-tracker-ul conține un receptor GPS, cu care își determină coordonatele precum și un transmițător bazat pe GSM, transmiterea de date prin GPRS, SMS sau prin comunicații prin satelit pentru a le trimite către un centru de server echipat cu software special pentru monitorizare prin satelit. Pe lângă receptorul GPS și transmițătorul, elementele tehnice importante ale tracker-ului sunt antena GPS, care poate fi atât tracker extern, cât și încorporat; baterie reîncărcabilă; memoria încorporată.
Telefoanele mobile moderne și telefoanele inteligente pot fi utilizate ca un tracker GPS. Există un număr mare de aplicații pentru trimiterea periodică a poziției dispozitivului pe serverul de monitorizare.

## Clasificare
Conform designului și domeniului de utilizare, există două clase de dispozitive de urmărire GPS:
- Tracker GPS personal — de obicei numit tracker GPS de dimensiuni mici. Conceput pentru a urmări oamenii sau animalele de companie. De asemenea funcția de urmărire GPS există pentru unele modele de telefoane celulare.

- Car GPS Tracker (denumit adesea si localizator de mașină sau un aparat de înregistrare a mașinilor) — este un dispozitiv instalat  care se conectează la rețeaua de bord a unei mașini sau a unui alt vehicul.

## Echipament GPS de monitorizare
Pe baza domeniilor de utilizare, există două tipuri de echipamente GPS:
- Tracker GPS pentru urmărirea vehiculelor (trackers de navigație). În plus față de dispozitivele de navigație locale care indică poziția curent al șoferului și (eventual) ruta spre punctul specificat, au apărut pe piață dispozitive de monitorizare și control al vehiculelor care indică ruta specificată persoanei respective (dispecerul) și / sau poziția actuală și informațiile privind starea vehiculului. Cele mai recente dispozitive pot funcționa atât în timp real (transmiterea datelor printr-o conexiune fără fir), cât și în modul cutie neagră, stocând date despre vehicul de ceva timp (cu transmiterea ulterioară a datelor pe un canal de comunicație fără fir sau prin cablu). Dispozitivele noii generații au extins semnificativ funcționalitatea - un set mare de senzori externi conectați, o cantitate semnificativă de "cutie neagră" pentru stocarea rezultatelor măsurătorilor și așa mai departe.
- Tracker-ele GPS personale. Aceste dispozitive sunt concepute pentru a determina localizarea unei persoane (obiect) folosind sateliții de navigare și să transmită aceste date serverului. În plus majoritatea acestor dispozitive vă permit să trimiteți un mesaj către server despre apăsarea butonului funcțional (butonul SOS). Unele dispozitive au un canal vocal pentru a comunica cu unul sau mai mulți abonați, pentru a asculta situația și/sau pentru a primi apelurile primite (majoritatea acestor dispozitive fac parte numai din aceste funcții).

## Caracteristicile aplicației
Trackerul poate fi folosit pentru a determina poziția oamenilor, animalelor, bunurilor sau transportului, precum și alte obiecte. Dispozitivul de urmărire GPS stochează datele privind poziția și le transmite la intervale regulate prin conexiune radio, GPRS sau GSM, un modem prin satelit către un centru de control al serverului sau pur și simplu un computer cu software special. Utilizatorul de tracker sau supraveghetorul care urmărește obiectul se poate conecta la serverul sistemului utilizând programul client sau interfața web sub login și parolă. Sistemul afișează poziția obiectului și istoricul mișcării acestuia pe hartă. Traseele tracker-ului pot fi analizate fie în timp real, fie mai târziu.
Posibilitățile de utilizare a trackerelor includ:
- Controlul circulației transportului. De exemplu o companie de transport sau un serviciu de taxi poate pune un tracker în mașini și obține informații despre timp și ruta, căutarea vehiculelor furate. Monitorizarea transportului prin satelit.
- Controlul asupra parametrilor funcționării vehiculului. Informațiile pot fi obținute din informațiile disponibile în mașină sau din senzorii suplimentari instalați. Astfel pot fi obținute date privind volumul de combustibil din rezervor, consumul de combustibil al motorului, sarcina pe axă, temperatura din auto-frigider, etc.
- Observarea oamenilor. Poate fi folosit pentru a monitoriza cel mai adesea circulația persoanelor, pentru a căuta și a proteja copiii sau vârstnicii.
- Observarea lucrătorilor. Monitorizarea GPS ajută la identificarea rutei muncitorilor vizați (reprezentanți de vânzări, șoferi, comercianți etc.).
- Controlul asupra mișcării animalelor. Aceste dispozitive de urmărire pot fi sub formă de gulere sau folosite de oameni de știință sau de stăpâni de animale domestice [1].
- Controlul asupra desfășurării competițiilor sportive. Dispozitivul de urmărire vă permite să aflați despre ruta mișcării participantului (de exemplu, în gliding), jogging, în timp ce efectuați plimbări automate [2]).
- Furnizarea semiautomată de fotografii digitale cu geotagging în EXIF/IPTC, pentru atașarea fotografiilor la coordonatele globale și vizualizarea ulterioară pe hărți.

## Contramăsuri împotriva controlului GPS
Există mai multe cazuri în care oamenii încearcă să dezactiveze dispozitivul de urmărire GPS, discreditând sistemul de control în ansamblu.
- Furtul obiectului, care este monitorizat.
- Încălcarea disciplinei de către persoana care este monitorizată.
- Alte acțiuni sancționate penal. Furt de combustibil, conspirația de a îmbogăți (în sistemele de control al calității serviciilor de patrulare).

În primul caz, un dispozitiv de suprimare a semnalului GSM/GPS este folosit împotriva tracker-ului GPS de la tracker. În multe țări, folosirea supresiunea semnalului este considerată ilegală. În acest caz majoritatea GPS-trackerelor au memorie încorporată pentru câteva sute de mii de puncte și își pot înregistra poziția în absența comunicării cu rețeaua GSM. În acest caz după restaurarea conexiunii la centrul serverului, toate informațiile stocate în cutia neagră sunt transferate acolo. Unele pachete software asigură activarea unei alarme în cazul unei pierderi de comunicare cu dispozitivul, ceea ce vă permite să primiți alerte pe email sau SMS  imediat după ce atacatorul a activat un sistem de bruiaj al semnalului  GSM.
În cel de-al doilea caz, persoana care este interesată să dezactiveze tracker-ul GPS este șoferul mașinii companiei, care este controlată de sistemul de control prin satelit. Acest control al șoferului nu permite utilizarea necontrolată a vehiculelor oficiale în scopuri personale, blochează majoritatea schemelor de furt ascuns al bunurilor materiale ale angajatorului. Cel de-al doilea caz privește personalul companiilor care lucrează de la distanță și nu doresc să respecte disciplina de lucru. Nefuncționare, nerespectarea itinerarului sau absența unui angajat într-un loc specific la un moment dat de înregistrare și furtul directă de combustibil nu poate afecta rezultatele financiare ale întreprinderii, eficiența instituțiilor publice .
Cele mai multe dispozitive de urmărire sunt dezactivate mecanic sau prin expunerea la unde de înaltă tensiune sau electromagnetice.